# Xã Shade, Quận Somerset, Pennsylvania
Xã Shade (tiếng Anh: Shade Township) là một xã thuộc quận Somerset, tiểu bang Pennsylvania, Hoa Kỳ. Năm 2010, dân số của xã này là 2.774 người.